# Котик-Степанович Остап
Остап Котик-Степанович (*10 лютого 1898, Бурштин — †10 березня 1993, Вашингтон) — військовий і громадський діяч, просвітянин; підхорунжий УСС, XIV бригади УГА та Кулеметної дивізії Армії УНР. Керівник господарського відділу УЦК, представник УЦК в Берліні при Уповноваженому генерал-губернатора і при Українській Установі Довір'я.
Нагороджений Хрестом Симона Петлюри.

## Біографія
| “В перших днях світової війни, як пластун, зв’язаний словом, зголосився я в ряди Українських Січових Стрільців. Скорий наступ російських військ, з одної сторони, недовір’я Австрії, з другої сторони, спричинили, що частину У.С.С. розпущено домів. Між тими вернув і я”. |
У червні 1915, закінчивши 5 класів Рогатинської гімназії, знову пішов в УСС. Уже в листопаді 1915-го — на фронті. У 1916 поранений у бою під Бережанами. Після лікування, у грудні 1916, відправлено на Збірну станицю УСС у Відень. 22 травня 1917 у Відні в Українській державній гімназії «зложив іспит зрілості». Наприкінці червня повернувся до Вишколу УСС. У жовтні 1917-го покликаний до старшинської школи в Ебернсдорфі (при XXV корпусі австро-угорської армії), а далі пішов «на німецький старшинський курс старшин в Роздолі». Закінчивши військову школу, влітку 1918 повернувся до Вишколу УСС зі степенем підхорунжого УСС і тоді ж у складі УСС виїхав до Єлисаветграда.
В «Curriculum vitae» писав:
| “Розпад Австрії застав мене на родинній відпустці вдома. Я зараз зголосився в квартирі Національної Ради в Станіславові. Були це перші чотири дні роздрукувань, установлювань варт. З загрожених місць (Львів, Перемишль) жадають підмоги. Організуються куріні. Мене призначено як командіра сотні з курінем під Перемишль. Від 20 падолиста беру участь в боях, 15 грудня зістаю раненим”. |
Поранений у груди, лікувався в Станіславові. Одужавши, у березні повертається до коша УСС в Станіславові.
| “Тут залишають мене на становищах III вартової сотні. Сильний напір польських військ (май 1919 р.) примушує евакувати Станиславів. Зі сотнею беру участь під Галичем, подаємося в напрямку Чортків. В Чорткові приділено мене до штабу ново-формуючогося V корпусу”. |
В «Описі життя» зазначав, що «перебув всі бої УСС у відвороті УГА за Збруч і похід на Київ». На початку 1920-го «під Винницею» захворів на поворотний тиф. Лікувався у шпиталях Жмеринки та Бару, де занедужав ще й на висипний тиф. Довгий час не міг піднятися з ліжка.
В «Curriculum vitae» писав:
| “Перший раз вийшов на шпитальне подвір’я в марті 1920 р. Нас сортували большевики. 1 квітня зробили на Бар налет поляки і всіх виздоровців забрали... Привезли нас до Львова”. |
У травні, в таборі, зголошується до Армії УНР, дістає проїзні документи до Кам'янця-Подільського. Тут дістає призначення до Кулеметної дивізії. З нею бере участь у боях. З нею в листопаді 1920 під тиском більшовиків переходить Збруч і знову опиняється на території польської держави.
| “При шумі скорострілів Поляки відібрали від нас зброю, перечислювали коні, вартували обоз. Попрощав я товаришів долі і недолі і полями дібрався до рідні”. |
Додому прибув навесні 1921 року.
В «Описі життя» зазначав:
| “Записався на правничий відділ Укр. Університету у Львові. В грудні 1922 року зложив іспит правно-історичний, а в 1924 році одержав абсолютерію (абсольвент права). Не маючи можливості удержатись у краю, я прийняв посаду народного вчителя в Польщі. Та серед чужого окруження, серед людей чужих мені я не в силі був працювати і з кінця липня 1925 року я звільнився. З того часу я працював у Бурштині і в повіті на полі просвітнім та економічнім як урядовець філії “Просвіти” і “Сільського господаря”. У Львові 14 падолиста 1926 року”. |
Заробляв на життя лекціями. Закінчив УВУ (Прага, 1930), економічний відділ економічно-кооперативного факультету Української Господарської академії в Подєбрадах (13 червня 1931) та правничий факультет Празького університету. Дипломну роботу в УГА «Українська молочарська кооперація на західньо-українських землях» захистив «з успіхом дуже добрим».
Керівник господарського відділу Українського Центрально Комітету, представник УЦК в Берліні при Уповноваженому генерал-губернатора і при Українській Установі Довір'я.
29 квітня 1943 приїхав зі Львова до Перемишля як делегат УЦК і на сходинах старшин УГА подав інформацію про творення дивізії «Галичина».
1966 року склав пожертву на вшанування пам'яті Віктора Доманицького. Похований на Українському православному цвинтарі Св. Андрія у Бавнд-Бруці.